# Pista fratrella
Pista fratrella är en ringmaskart som beskrevs av Chamberlin 1919. Pista fratrella ingår i släktet Pista och familjen Terebellidae. Inga underarter finns listade i Catalogue of Life.